# Maksymilian Stratanowski
Maksymilian Stratanowski (ur. 29 grudnia 1913 w Orle, zm. 17 grudnia 1987) – polski malarz, znany głównie z malarstwa sztalugowego. Większość prac Stratanowskiego przedstawia pejzaże, martwą naturę i portrety. W 1932 roku Stratanowski podjął studia malarskie w Wyższej Szkole Sztuk Plastycznych w Moskwie, które ukończył w 1937 roku. W latach 1938–1941 był on członkiem Sojuszu Sowieckich Chudożników. W latach od 1959 do 1964 podróżował po ZSRR.

## Twórczość
Od 1949 roku kierował pracowniami malarskimi w teatrach:
- 1949–1954 Teatr Domu Wojska Polskiego
- 1954–1959 Opera Warszawska
- 1959–1969 Teatr Polski
- od 1969 roku Teatr Ziemi Mazowieckiej[2]

## Wybrane prace
- Baletnica (1965)
- Bzy (1962)
- Po deszczu
- Portret córki (1965)
- Portret żony (1960)

## Galeria

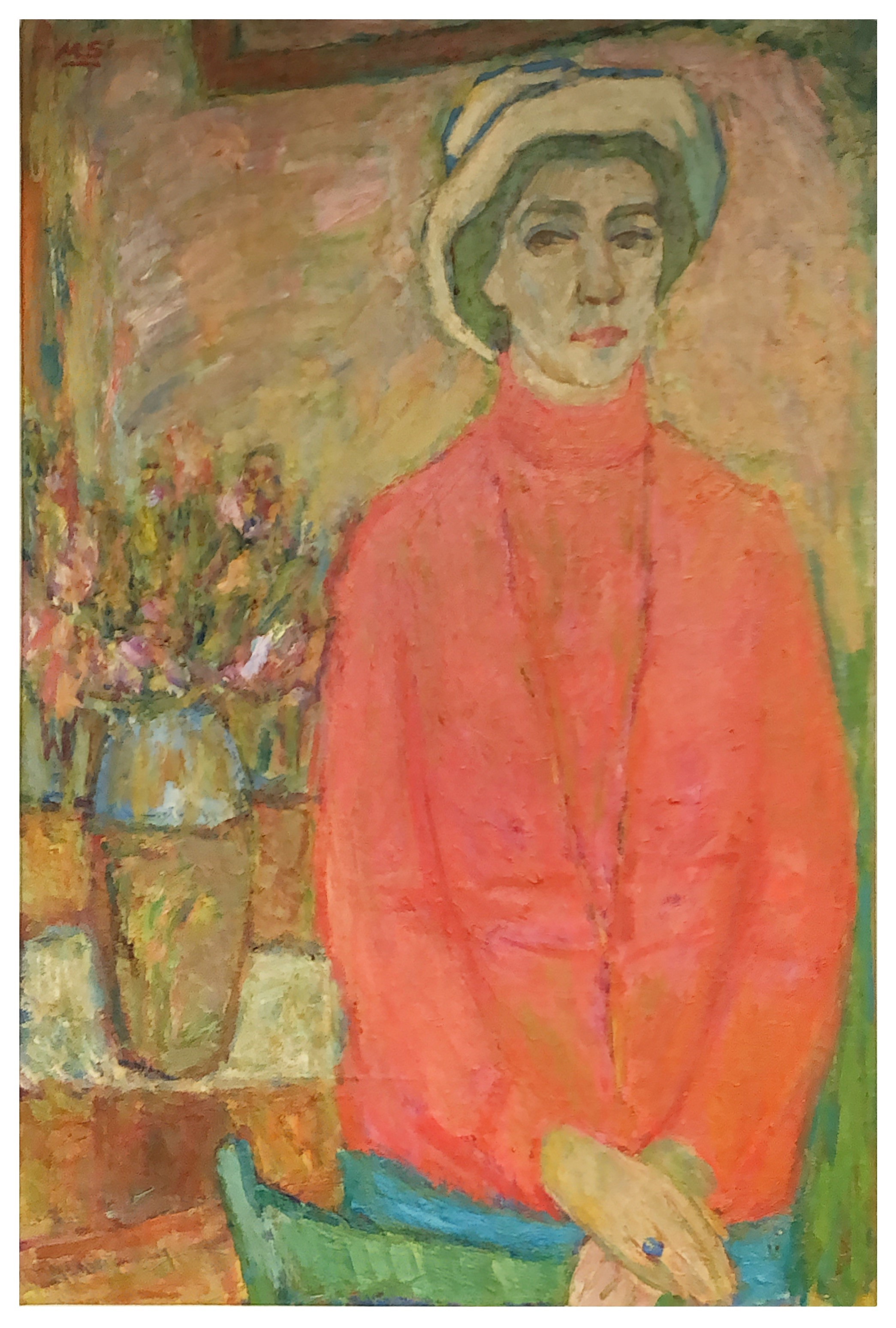
Portret kobiety, olej na płótnie (kolekcja prywatna)
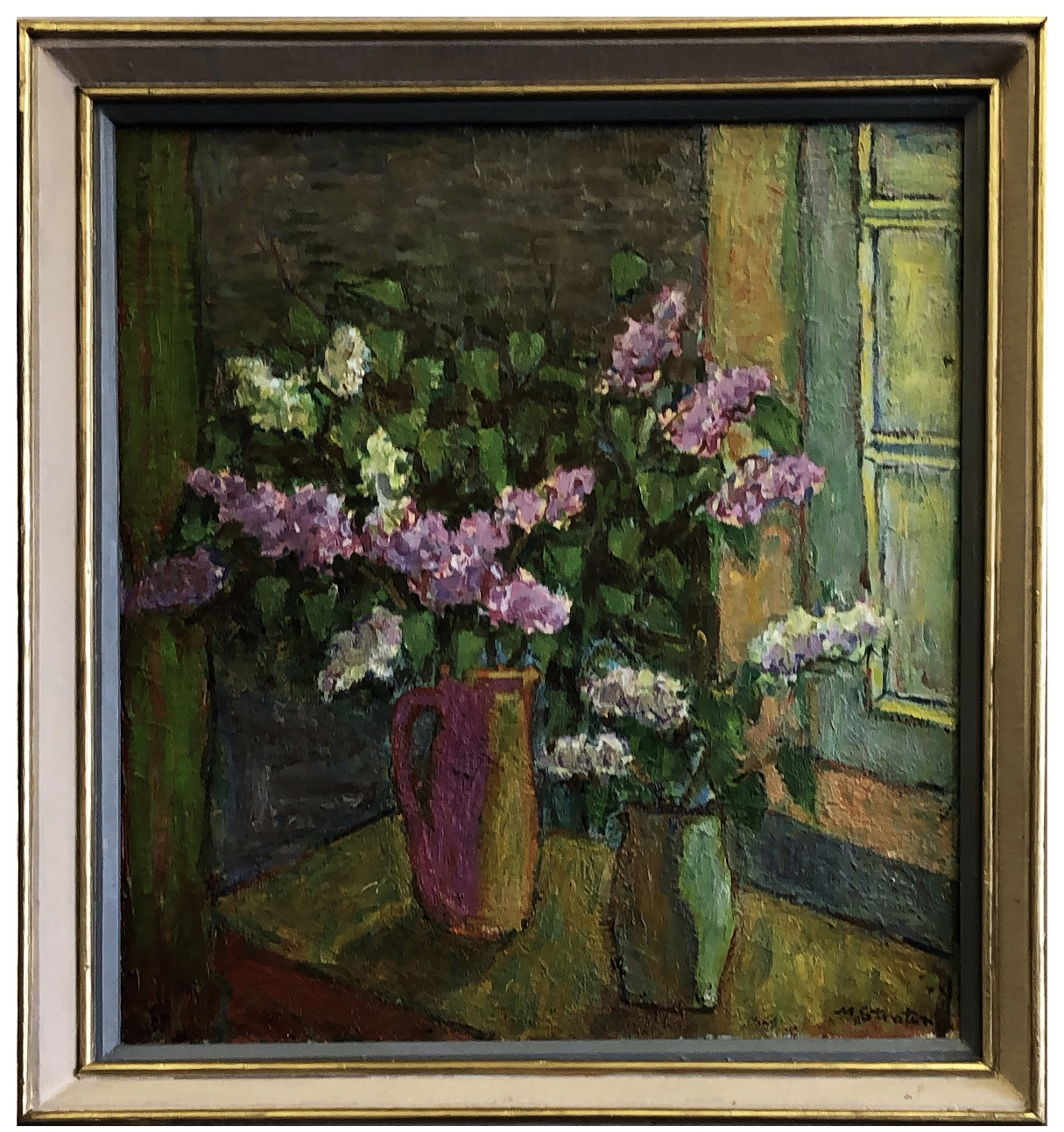
Bzy (1962)
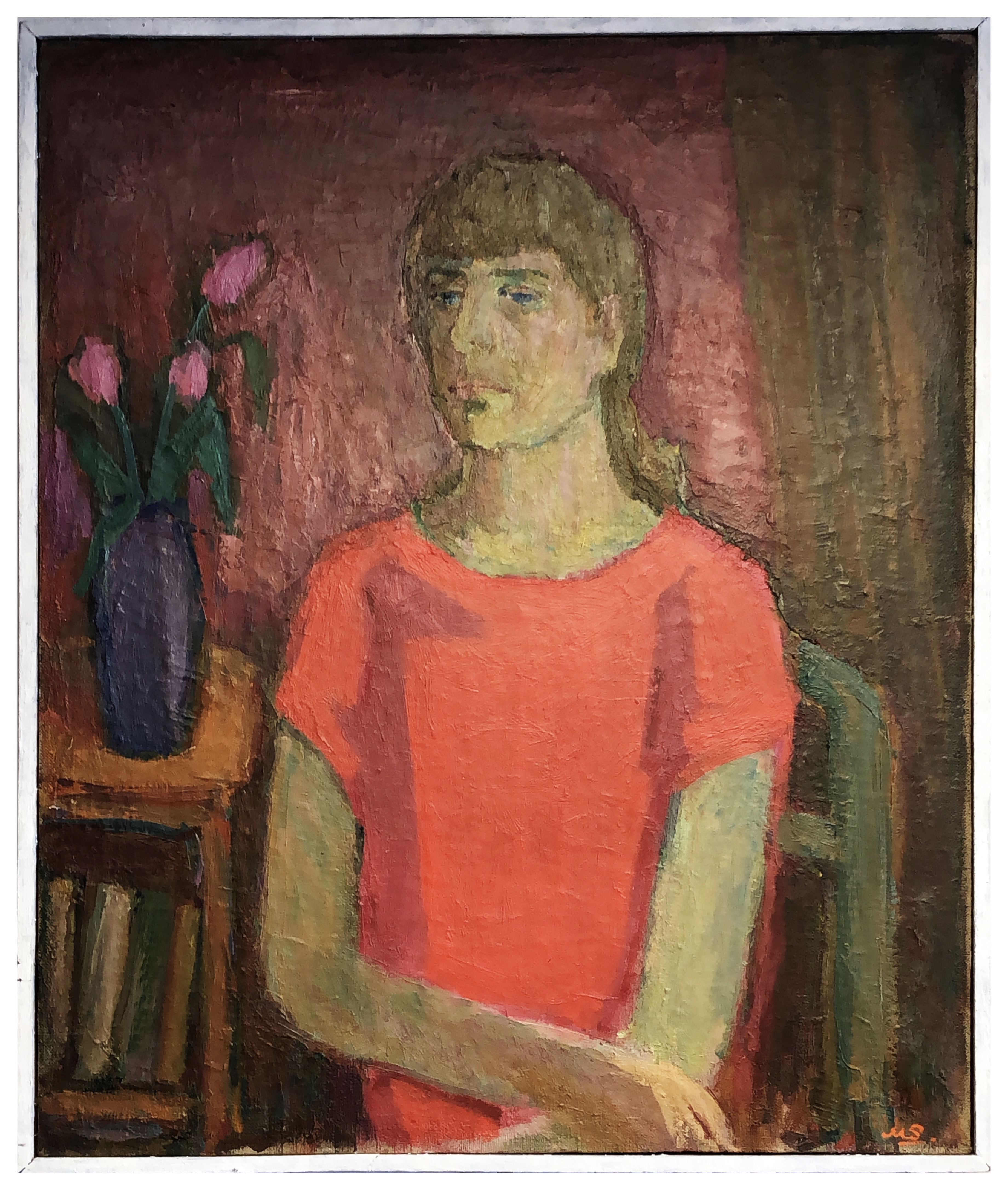
Portret córki (1965)

## Wystawy zbiorowe
- 1934–1940 Wystawa Sojuza Sowietskich Chudożników Okręgu Orłowskiego
- 1949 V wystawa Zimowa Plastyki, Radom
- 1953 Okręg Warszawski ZPAP, Zachęta[3]
- 1954 IV Ogólnopolska Wystawa Plastyki, Zachęta[4]